# Курка (рід)
Курка (Gallus) — рід птахів родини фазанових, який включає чотири види. Кури в дикій природі зустрічаються в Індії та Південно-Східної Азії. Завдяки домашній курці, виведеної з виду банківського півня, кури поширені практично на всіх континентах і мають колосальне господарське значення для людини. Характерними ознаками курей є м'ясисті нарости на голові, відомі як гребінь.

## Види
- Курка банківська (Gallus gallus)
- Курка цейлонська (Gallus lafayettii)
- Курка сіра (Gallus sonneratii)
- Курка зелена (Gallus varius)